# 마운더 극소기

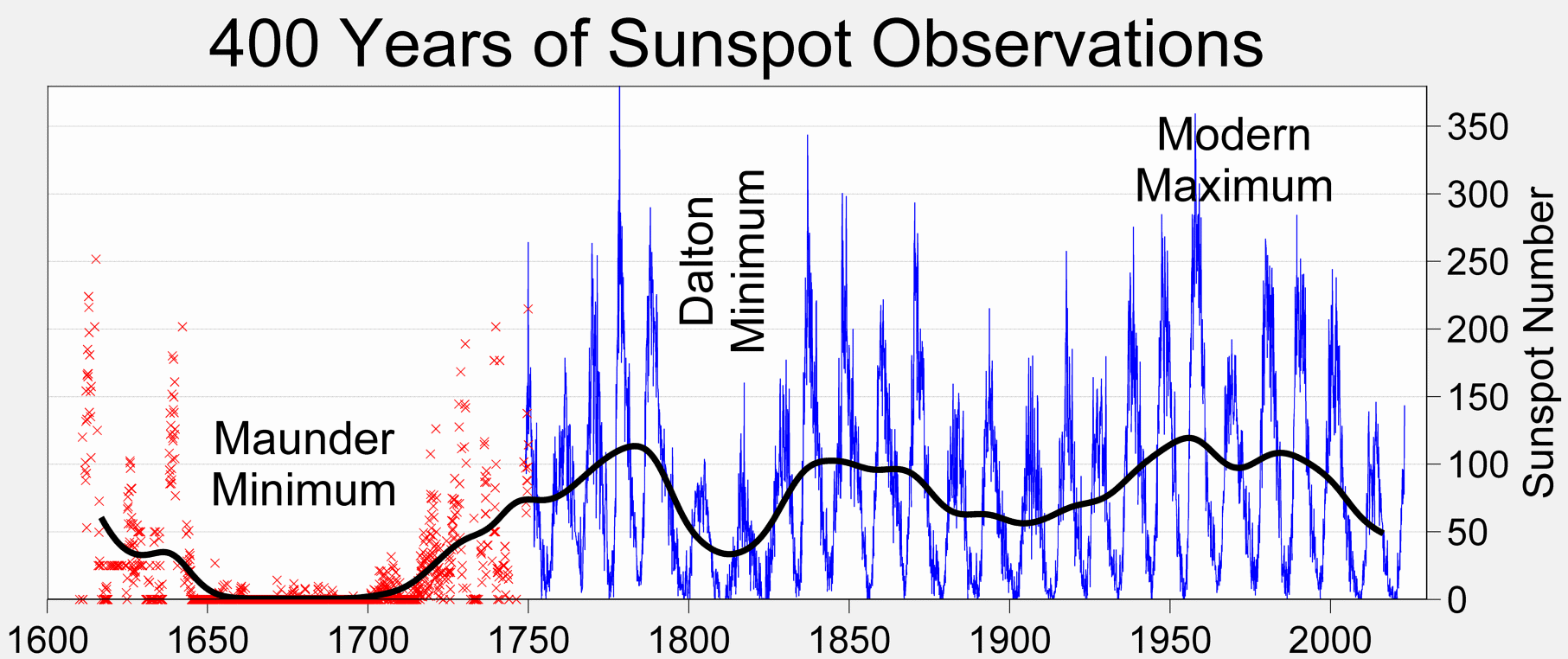
마운더 극소기

마운더 극소기(Maunder Minimum)는 1650년-1700년경 태양의 상대 흑점수가 비정상적으로 적어진 시기를 말한다. 영국의 천문학자 마운더의 이름을 따왔다...

## 같이 보기
- 태양 극소기